# Andries Roorda

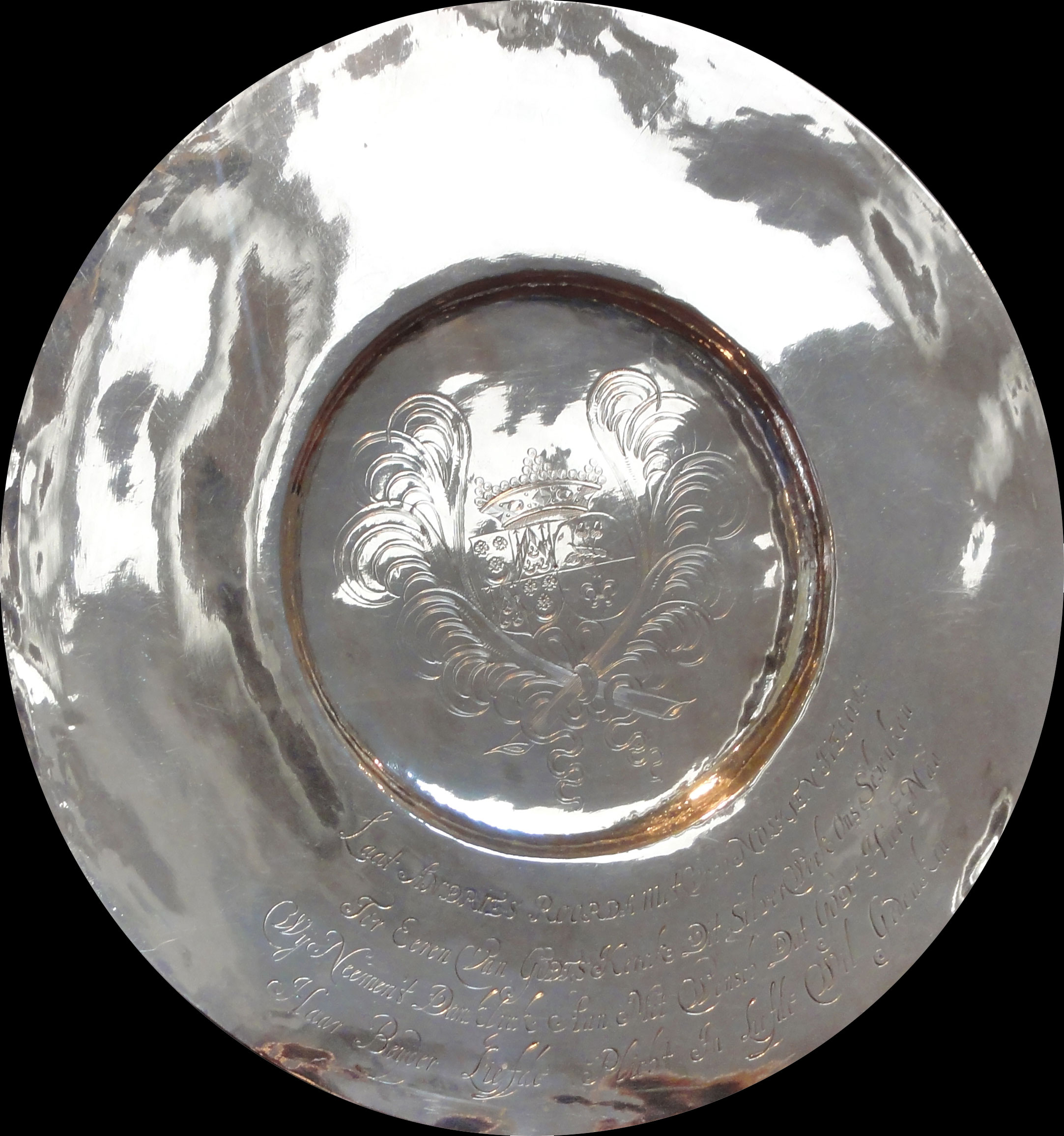
Zilveren avondmaalsschaal van de Sint-Pieterkerk in Grouw, geschonken door Andries Roorda en zijn vrouw Nolkjen van Heloma

Andries Roorda, ook Roorda van Velsen (Grouw, gedoopt 13 juni 1649 te Leeuwarden - overleden voor 1697) was vanaf 1669 kapitein in het Friese regiment en schenker van zilverwerk aan de Sint-Pieterkerk in de Friese plaats Grouw.

## Leven en werk
Roorda was een zoon van de gerechtsscholtus Benedictus van Velsen en Sophia van Roorda. Hij was in 1669 kapitein der infanterie in het regiment van Hans Willem van Aylva. Roorda werd in het rampjaar 1672 gevangengenomen door de Fransen bij Lobith. Hij trouwde op 5 juli 1670 te Grouw met Nolkjen van Heloma, dochter van Tjaerd Michiels Heloma en Froukjen van Teijens. Carel van Roorda, grietman van Idaarderadeel was een broer van zijn moeder.
Samen met zijn vrouw schonk hij een zilveren avondmaalsschaal aan de Sint-Pieterkerk van Grouw. Op de schaal is de volgende tekst te lezen:
Laat Andries Roorda met Vrou Nolkjen Heloma
Ter Eeren van Godts Kerk dit silverwerk ons schenken
Wij neemen 't danklijck aan met wensch dat Godt hier naa
Haar beijder liefde plicht in liefde wil gedenken